# Bagojo Colectivo
Bagojo Colectivo är en ort i Mexiko.   Den ligger i kommunen Ahome och delstaten Sinaloa, i den västra delen av landet, 1 300 km nordväst om huvudstaden Mexico City. Bagojo Colectivo ligger 9 meter över havet och antalet invånare är 4 997.
Terrängen runt Bagojo Colectivo är mycket platt. Runt Bagojo Colectivo är det ganska tätbefolkat, med 83 invånare per kvadratkilometer. Närmaste större samhälle är Los Mochis, 15,0 km sydost om Bagojo Colectivo. Trakten runt Bagojo Colectivo består till största delen av jordbruksmark.